# Lei da Uplândia
A Lei da Uplândia (em sueco: Upplandslagen) foi a lei oficial das províncias históricas suecas da Uppland e da Gästrikland, durante a Idade Média, de 1296 até cerca de 1350, altura em que foi substituída pela Lei Nacional de Magnus Eriksson. Foi elaborada por uma comissão chefiada pelo homem de leis Birger Persson e ratificada pelo rei Birger Magnusson.

As leis provinciais da Suécia medieval contêm importante informação sobre a sociedade, cultura e língua da época. A Lei da Uplândia mostra influências do direito europeu na monarquia sueca, neste caso através da Universidade de Bolonha, na Itália. Existem atualmente 5 manuscritos, com o texto praticamente integral desta lei, na Universidade de Upsália, na Biblioteca Nacional da Suécia, no palácio de Ängsö e na casa senhorial de Esplunda.